# USS Brave (IX-78)
USS Brave (IX-78) amerykańska jednostka pływająca klasyfikowana jako unclassified miscellaneous vessel, jedna z dwóch jednostek United States Navy nosząca tę nazwę. IX-78 pełnił służbę jednocześnie z YP-425.
IX-78 został nabyty przez Marynarkę 10 sierpnia 1942 jako "A. Maitland Adams". Wszedł do służby (ang. placed in service) 10 grudnia 1942 i przepłynął do Key West, gdzie służył jako okręt szkolny dla Fleet Sound School przez całą służbę. Oficjalnie został umieszczony w służbie (ang. commissioned) 23 stycznia 1943. Wycofany ze służby 14 grudnia 1944 w Naval Operating Base w Key West.
"Brave" został przekazany Maritime Commission w celu dalszego rozdysponowania 19 września 1946.